# Fowl-familien
Fowl-familien er en kriminel familie i fantasy-serien Artemis Fowl af den irske forfatter Eoin Colfer. Familien består af Artemis Fowl I, hans hustrur Angeline Fowl, hovedpersonen i Artemis Fowl-serien; Artemis Fowl II og hovedpersonerne i The Fowl Twins-serien Myles og Beckett Fowl.
Familiens motto er Aurum Potestas Est (Guld er magt), eller nogle gange som Aurum Est Potestas.

## Medlemmer

### Artemis Fowl I
Artemis Fowl I er patriarken i familien. Han er gift med Angeline Fowl og far til Artemis Fowl II, Beckett Fowl og Myles Fowl.
Han er overhoved familien, og før begivenhederne i første bog, beslutte rhan sig at overføre alle familiens aktiver til lovlige virksomheder. Efter opløsningen af Sovjetunionen forsøgte han at skabe forbindelse til Rusland. Han tage familiens skbi, Fowl Star, lastet med 250.000 dåser cola fra Irland til Rusland, men skibet bliver stoppet af den russiske mafia nær Murmansk og sprunget i luften. Mafiaen finder ham efter eksplosionen, hvor hans ene ben mangler.
Da der er gået et år bliver han erklæret død, og familien har tilmed mistet mange penge. Dette får Artemis Fowl II til arbejde på at genskabe familieformuen, som sker i den første bog. En stor del af familiens formue er desuden gået til forskellige ekspedition, der skal få ham tilbage. I Det Arktiske Intermezzo får Artemis Fowl II besked fra den russiek mafia om, at de har hans far, og hans tager afsted for at redde ham.

### Artemis Fowl II
Artemis Fowl II er hovedpersonen i Artemis Fowl-serien. Han er søn af Artemis Fowl I og Angeline Fowl.
Han bliver normalt blot omtalt som Artemis eller "Arty" af hans mor og Holly Short. Han er vanvittigt intelligent, og han har den højest målte IQ i Europa.
I Den Tabte Koloni får han et brunt øje efter at have byttet et øje med Holly Short under en tidsrejse. Han er også det eneste kendte menneske, som har været i besiddelse af magi.

### Angeline Fowl
Angeline Fowl er gift med Artemis Fowl I og mor til Artemis Fowl II. Efter hendes mand forsvinder bliver hun sindssyg og får depression. Hun lukker sig inde på sit soveværelse. Dette gør det muligt for Artemis Fowl II at udøver sine kriminelle aktiviteter uforstyrret.
Hun bliver senere helbredt ved hjælp af fe-magi. Efter hendes mand vender tilbage får de tvillingerne Beckett og Myles sammen.

### Beckett Fowl
Beckett Fowl er søn af Artemis Fowl I og Angeline. Han er tvillingebror til Myles. Han er en almindelig intelligens. I Den Sidste Vogter bliver han besat af en besærker.

### Myles Fowl
Myles Fowl er søn af Artemis Fowl I og Angeline. Han er den ældste af de to tvillingebrødre. Han er meget intelligent, meget ligesom Artemis, og pottetrænede sig selv i en alder af 14 måneder.
Ligesom Beckett bliver han besat af en bersærker i Den Sidste Vogter, men står imod. Han fortæller herefter Artemis alt han har lært om besærkerne ved at være besat.

### Lord Hugh Fowl
Lord Hugh Fowl (født Hugo de Folé) var den oprindelige ejer af Fowl Manor. Hans tjener var Virgil Butler, og det er dermed det første eksempel på en Fowl og en Butler, hvilket var under den normanniske erobring af England.